# قوم مغول (افغانستان)
مغول یا مغل نسل سربازان امپراطوری مغول در افغانستان هستند. امروزه این قبیله بیشتر در هرات زندگی می‌کنند، و زبان آنان مغولی است. مغول‌ها گاهی خود را «شاه جهان» می‌نامند، زیرا برخی آن‌ها به سپاهیان شاه جهان پنجمین امپراتور سلسله گورکانیان هند پیوستند.

## پیشینه
این مغول‌ها در حقیقت از قرن‌های ۱۳ و ۱۴ به مناطق امروزی در افغانستان ساکن شدند. چرا که آن‌ها در زمان حمله مغول به ایران به عنوان سرباز خدمت می‌کردند. آن‌ها پس از فتح خوارزم و سقوط ایران خوارزمشاهی حکومت ایلخانان را به وجود آوردند. در حالی که مغول‌ها در گذشته در سراسر افغانستان پراکنده بودند، اما در اواسط قرن بیستم محل سکونت آن‌ها به هرات و پیرامون آن کاهش یافت. در دهه‌های اخیر، بیشتر مغول‌ها فارسی دری را پذیرفته‌اند و در نتیجه ممکن است زبان مغولی منقرض شود.
مغولهای افغانستان به اسلام اهل سنت پایبند هستند.

## زبان
زبان مغولی امروزه به گزارش پایگاه اطلاعات کتابشناختی گلاتولوگ نابود شده‌است و گویشوری از آن باقی نمانده‌است.